# Giro di Svizzera 1963
Il Giro di Svizzera 1963, ventisettesima edizione della corsa, si svolse dal 13 al 19 giugno 1963 per un percorso di 1 237 km, con partenza da Zurigo e arrivo a Bremgarten. Il corridore italiano Giuseppe Fezzardi si aggiudicò la corsa concludendo in 35h20'49".
Dei 63 ciclisti alla partenza arrivarono al traguardo in 38, mentre 25 si ritirarono.

## Tappe
| Tappa  | Data      | Percorso                                              | km    | Vincitore di tappa      | Leader cl. generale |
| ------ | --------- | ----------------------------------------------------- | ----- | ----------------------- | ------------------- |
| 1ª     | 13 giugno | Zurigo > San Gallo                                    | 180   | Italo Zilioli           | Italo Zilioli       |
| 2ª     | 14 giugno | San Gallo > Celerina                                  | 197   | Loris Guernieri         | Loris Guernieri     |
| 3ª-1ª  | 15 giugno | Celerina > Lugano                                     | 131   | José-Martin Colmenarejo | Giuseppe Fezzardi   |
| 3ª-2ª  | 15 giugno | Lugano > Lugano                                       | 71    | Ernesto Bono            | Giuseppe Fezzardi   |
| 4ª     | 16 giugno | Mendrisio > Campo dei Fiori (ITA) (cron. individuale) | 38    | Attilio Moresi          | Giuseppe Fezzardi   |
| 5ª     | 17 giugno | Intra (ITA) > Les Diablerets                          | 237   | Kurt Gimmi              | Giuseppe Fezzardi   |
| 6ª     | 18 giugno | Les Diablerets > Burgdorf                             | 187   | Freddy Eugen            | Giuseppe Fezzardi   |
| 7ª     | 19 giugno | Burgdorf > Bremgarten                                 | 196   | Klaus Bugdahl           | Giuseppe Fezzardi   |
| Totale | Totale    | Totale                                                | 1 237 |                         |                     |

## Dettagli delle tappe

### 1ª tappa
- 13 giugno: Zurigo > San Gallo – 180 km

Risultati
| Pos. | Corridore       | Squadra | Tempo    |
| ---- | --------------- | ------- | -------- |
| 1    | Italo Zilioli   | Carpano | 6h34'05" |
| 2    | Loris Guernieri | Carpano | s.t.     |
| 3    | Vittorio Adorni | Cynar   | s.t.     |

### 2ª tappa
- 14 giugno: San Gallo > Celerina – 197 km

Risultati
| Pos. | Corridore       | Squadra | Tempo    |
| ---- | --------------- | ------- | -------- |
| 1    | Loris Guernieri | Carpano | 6h24'38" |
| 2    | Vittorio Adorni | Cynar   | s.t.     |
| 3    | Attilio Moresi  | Cynar   | s.t.     |

### 3ª tappa-1ª semitappa
- 15 giugno: Celerina > Lugano – 131 km

Risultati
| Pos. | Corridore         | Squadra        | Tempo    |
| ---- | ----------------- | -------------- | -------- |
| 1    | J. M. Colmenarejo | Faema          | 3h22'48" |
| 2    | Celso Gampi       | San Pellegrino | a 3'10"  |
| 3    | Rolf Maurer       | Cynar          | a 3'27"  |

### 3ª tappa-2ª semitappa
- 15 giugno: Lugano > Lugano – 71 km

Risultati
| Pos. | Corridore         | Squadra        | Tempo    |
| ---- | ----------------- | -------------- | -------- |
| 1    | Ernesto Bono      | San Pellegrino | 1h55'33" |
| 2    | Giuseppe Fezzardi | Cynar          | s.t.     |
| 3    | Rolf Maurer       | Cynar          | a 3'10"  |

### 4ª tappa
- 16 giugno: Mendrisio > Campo dei Fiori (ITA) – Cronometro individuale – 38 km

Risultati
| Pos. | Corridore         | Squadra | Tempo    |
| ---- | ----------------- | ------- | -------- |
| 1    | Attilio Moresi    | Cynar   | 1h09'33" |
| 2    | J. M. Colmenarejo | Faema   | a 11"    |
| 3    | Rolf Maurer       | Cynar   | a 27"    |

### 5ª tappa
- 17 giugno: Intra (ITA) > Les Diablerets – 237 km

Risultati
| Pos. | Corridore         | Squadra        | Tempo    |
| ---- | ----------------- | -------------- | -------- |
| 1    | Kurt Gimmi        | Carpano        | 7h15'43" |
| 2    | Alberto Marzaioli | San Pellegrino | s.t.     |
| 3    | Rolf Maurer       | Cynar          | s.t.     |

### 6ª tappa
- 18 giugno: Les Diablerets > Burgdorf – 187 km

Risultati
| Pos. | Corridore     | Squadra | Tempo    |
| ---- | ------------- | ------- | -------- |
| 1    | Freddy Eugen  | Torpedo | 5h02'55" |
| 2    | Italo Zilioli | Carpano | s.t.     |
| 3    | Klaus Bugdahl | Torpedo | a 4'17"  |

### 7ª tappa
- 19 giugno: Burgdorf > Bremgarten – 196 km

Risultati
| Pos. | Corridore     | Squadra | Tempo    |
| ---- | ------------- | ------- | -------- |
| 1    | Klaus Bugdahl | Torpedo | 5h25'09" |
| 2    | Freddy Eugen  | Torpedo | s.t.     |
| 3    | Rolf Maurer   | Cynar   | s.t.     |

## Classifiche finali

### Classifica generale
| Pos. | Corridore         | Squadra        | Tempo     |
| ---- | ----------------- | -------------- | --------- |
| 1    | Giuseppe Fezzardi | Cynar          | 35h20'49" |
| 2    | Rolf Maurer       | Cynar          | a 3'34"   |
| 3    | Attilio Moresi    | Cynar          | a 4'09"   |
| 4    | Kurt Gimmi        | Carpano        | a 4'21"   |
| 5    | Ernesto Bono      | San Pellegrino | a 4'40"   |
| 6    | Italo Zilioli     | Carpano        | a 8'36"   |
| 7    | Robert Hagmann    | Tigra          | a 11'05"  |
| 8    | Alberto Marzaioli | San Pellegrino | a 11'24"  |
| 9    | Klaus Bugdahl     | Torpedo        | a 11'31"  |
| 10   | J. M. Colmenarejo | Faema          | a 12'04"  |

### Classifica scalatori
| Pos. | Corridore          | Squadra  | Punti |
| ---- | ------------------ | -------- | ----- |
| 1    | Rolf Maurer        | Cynar    | 39,5  |
| 2    | Kurt Gimmi         | Carpano  | 32,5  |
| 3    | Fredy Dubach       | Tigra    | 26    |
| 4    | Hermann Schmidiger | Gritzner | 19    |
| 5    | Freddy Eugen       | Torpedo  | 17,5  |

### Classifica a punti
| Pos. | Corridore         | Squadra | Punti |
| ---- | ----------------- | ------- | ----- |
| 1    | Rolf Maurer       | Cynar   | 41    |
| 2    | Giuseppe Fezzardi | Cynar   | 61    |
| 3    | Attilio Moresi    | Cynar   | 62    |
| 4    | J. M. Colmenarejo | Faema   | 64    |
| 5    | Kurt Gimmi        | Carpano | 65    |

### Classifica squadre
| Pos. | Squadra | Tempo      |
| ---- | ------- | ---------- |
| 1    | Cynar   | 110h18'47" |